# بومتانید
بومتانید (انگلیسی: Bumetanide) (با نام تجاری Bumex) دارویی است که برای درمان ورم و فشار خون بالا به کار می‌رود. این تورم در نتیجه نارسایی قلبی، نارسایی کبد یا نارسایی کلیوی است.  این دارو ممکن است برای کاهش تورم موثر باشد در حالی که سایر داروها تاثیر کمتری دارند. این دارو برای فشار خون بالا، درمان ترجیحی نیست. این دارو از راه دهان یا از راه تزریق وریدی یا عضلانی مصرف می‌شود.  اثرات عموماً در عرض یک ساعت آغاز می‌شود و حدود شش ساعت طول می‌کشد.
عوارض جانبی رایج آن عبارتند از: سرگیجه، فشار خون پایین، پتاسیم خون پایین (هیپوکالمی)، گرفتگی عضلات و مشکلات کلیوی. سایر عوارض جانبی جدی ممکن است شامل کاهش شنوایی و پایین بودن پلاکت خون باشد.  آزمایش خون به طور منظم برای کسانی که تحت درمان هستند توصیه می‌شود. ایمنی در دوران بارداری و شیردهی نامشخص است. بومتانید یک دیورتیک حلقوی است و با کاهش بازجذب سدیم توسط کلیه‌ها عمل می‌کند.
بومتانید در سال ۱۹۶۸ میلادی ثبت اختراع شد و در سال ۱۹۷۲ مورد استفاده پزشکی قرار گرفت. این دارو در فهرست داروهای ضروری سازمان بهداشت جهانی قرار دارد. این دارو به عنوان یک داروی عمومی در دسترس است و در سال ۲۰۱۹، با بیش از یک میلیون نسخه، دویست و چهل و یکمین داروی رایج در ایالات متحده آمریکا بود.